# Jackie Levy
Jackie Levy (Hebreeuws: ז'קי לוי) (Beet She'an, 28 oktober 1960) is een Israëlische politicus behorend tot Likoed. Sinds 2015 zetelt hij in de Knesset en is hij staatssecretaris voor woningbouw.
Levy vervulde zijn dienstplicht bij de paratroepen. Na afloop kwam hij in dienst bij de burgemeester van Ramat Yishai. In 1989 werd hij in de gemeenteraad van Beet She'an verkozen, van 1992 tot 1998 was hij er wethouder en vervolgens van 2002 tot 2013 burgemeester. Tussentijds, in 2002, raakte hij gewond bij een terroristische aanslag op de plaatselijke Likoedafdeling. In 2015 werd hij geconfronteerd met een aanklacht vanwege milieuvervuiling ten tijde van zijn ambtsvervulling als burgemeester.
Levy kwam na de verkiezingen voor de 20e Knesset op 31 maart 2015 in het parlement terecht en werd op 14 juni dat jaar tevens staatssecretaris belast met woningbouwzaken in het kabinet-Netanyahu IV.
Hij komt uit een politiek nest. Zijn vader David Levy was ook namens de Likoed in de politiek actief (bekleedde tal van ministerposten, waaronder die van woningbouw- en buitenlandse zaken) en zijn zus Orly Levy zat eveneens in de Knesset maar dan namens Jisrael Beeténoe en later als eenmansfractie van Miflèget Gèsher ("Brugpartij").